# Репинский, Григорий Козьмич
Григорий Козьмич (Кузьмич, Косьмич) Репинский (28 сентября 1832 — 6 февраля 1906, Санкт-Петербург) — российский историк, юрист, публицист, действительный тайный советник, сенатор.

## Биография
Сын Козьмы Григорьевича Репинского, сотрудника М. М. Сперанского. В 1852 году окончил Императорское училище правоведения.
Будучи чиновником Министерства юстиции, входил в различные комиссии (в иных был председателем) по разработке законодательства. Автор ряда законодательных проектов.
Сенатор с 30 августа 1875 года.
В 1869—1871 и 1872—1875 гг. был секретарём, а в 1877—1879 гг. — председателем Литературного фонда.
В 1898 году передал личную библиотеку в дар Императорской Публичной библиотеке.
Похоронен на Тихвинском кладбище Александро-Невской лавры.

## Научная деятельность
Автор ряда статей по вопросам юриспруденции и истории в ведущих журналах своего времени («Цензура в России при Павле I» в «Русской Старине» 1873 и многих других). Некоторые из них подписаны псевдонимами Г. Р., Г. К. Р—й.
Составил указатели к Полному собранию законов Российской империи. В 1888—1905 гг. подготовил и издал 11 томов «Сенатского Архива».

### Избранные труды
- Иконников В. С., Студенкин Г. И., Репинский Г. К. Барон Карл Александрович фон-Гейкинг. Род. 22-го июля 1751 г., ум. 18-го октября 1809 г // Русская старина. — 1888. — Т. 57, № 3. — С. 801—804.
- Репинский Г. К. Атаман Калнишевский : 1787—1801 // Русская старина. — 1876. — Т. 15, № 1. — С. 217—218.
- Репинский Г. К. Император Павел Петрович в его повелениях и указах // Русская старина. — 1883. — Т. 40, № 10. — С. 151—154.
- Репинский Г. К. Исторические материалы : Гравировальный класс в Сенате // Журнал Министерства юстиции. — СПб., 1899. — № 4 (апрель). — С. 185—188.[4]
- Репинский Г. К. Объявление генерала Михайлы Философова [1797 г.] // Русская старина. — 1882. — Т. 35, № 11. — С. 351—354.
- Репинский Г. К. Разрытие могилы князя А. Д. Меншикова спустя сто лет после его кончины // Русская старина. — 1903. — № 1 (январь).[5]
- Репинский Г. К. [Рапорт иркутского наместнического правления в правительствующий Сенат от 15 октября 1791 г. : А. Н. Радищев. 1791] // Русская старина. — 1872. — Т. 6, № 10. — С. 436—438.
- Репинский Г. К. Реестр словам для замечания : Распоряжение императора Павла об изъятии из употребления некоторых слов и замене их другими // Русская старина. — 1872. — Т. Т. 6, № 7. — С. 98.
- Репинский Г. К. Русская геральдика // Русская старина, 1897. — Т. 89, № 1. — С. 111.
- Репинский Г. К., Скабичевский А. М. Летопись Общества для пособия нуждающимся литераторам и ученым с 1859 по 1884 г // XXV лет. 1859—1884 : Сб. О-ва для пособия нуждающимся литераторам и ученым. — СПб., 1884. — С. 1—199.[6]
- Репинский Г. К. Цензура в России при императоре Павле. 1797—1799 // Русская старина, 1875. — Т. 14, № 11. — С. 454—469.